# Sonderdorf
Sonderdorf (mundartlich: Sündərdoarf) ist ein Gemeindeteil der Gemeinde Bolsterlang im bayerisch-schwäbischen Landkreis Oberallgäu.

## Geographie
Das Dorf liegt circa 0,5 Kilometer südlich des Hauptorts Bolsterlang am Fuße des Bolsterlanger Horns. Südlich der Ortschaft fließt die Weiler Ach.

## Ortsname
Der Ortsname stammt vom althochdeutschen Wort sunder für südlich und bedeutet das südlich (von Bolsterlang) gelegene Dorf.

## Geschichte
Sonderdorf wurde erstmals urkundlich im Jahr 1366 als Sunderdorf erwähnt. Die Magnuskapelle im Ort wurde um 1720 erbaut. 1807 und 1857 fanden Vereinödungen in Sonderdorf statt.

## Baudenkmäler
Siehe: Liste der Baudenkmäler in Sonderdorf